# Lechenaultia filiformis
Lechenaultia filiformis är en tvåhjärtbladig växtart som beskrevs av Robert Brown. Lechenaultia filiformis ingår i släktet Lechenaultia och familjen Goodeniaceae. Inga underarter finns listade i Catalogue of Life.